# Centre d’Études des Tunnels
El Centre d’Études des Tunnels (CETU), creado el 31 de diciembre de 1970, es un organismo francés de carácter científico-técnico, dependiente del Ministère de l'Écologie, de l'Énergie, du Développement durable et de la Mer (Ministerio de Ecología, Energía, Desarrollo sostenible y del Mar), que tiene como principal actividad el desarrollo y difusión del conocimiento relacionado con los túneles de carreteras.
Su trabajo engloba tanto la construcción y trazado de esas infraestructuras como las instalaciones y planes de seguridad necesarios para su correcta explotación. Este organismo es actualmente una referencia internacional en su campo y desarrolla documentos técnicos que sirven de modelo tanto en Francia como en otros países, en especial aquellos pertenecientes a la Unión Europea.